# Libnotes impensa
Libnotes impensa är en tvåvingeart som först beskrevs av Alexander 1967.  Libnotes impensa ingår i släktet Libnotes och familjen småharkrankar. Inga underarter finns listade i Catalogue of Life.